# Marcus Holmgren Pedersen
Marcus Holmgren Pedersen (Hammerfest, 16 de julio de 2000) es un futbolista noruego que juega de defensa en el Torino F. C. de la Serie A italiana.

## Trayectoria
Holmgren Pedersen comenzó su carrera deportiva en el Tromsø IL en 2018 de la Eliteserien, y en 2020 fichó por el Molde FK, uno de los equipos más importantes de su país.

### Feyenoord
El 22 de junio de 2021 fichó por el Feyenoord de la Eredivisie neerlandesa.

## Selección nacional
Holmgren Pedersen fue internacional sub-19 con la selección de fútbol de Noruega, y es internacional sub-21. En agosto de 2021 fue convocado por primera vez con la absoluta para disputar tres encuentros de clasificación para el Mundial de 2022 el mes siguiente. Debutó el 1 de septiembre en un empate a uno ante Países Bajos.

## Clubes
| Club                           | País         | Año       |
| ------------------------------ | ------------ | --------- |
| Tromsø IL                      | Noruega      | 2018-2020 |
| Molde FK                       | Noruega      | 2020-2021 |
| Feyenoord                      | Países Bajos | 2021-act. |
| U. S. Sassuolo Calcio (cedido) | Italia       | 2023-2024 |
| Torino F. C. (cedido)          | Italia       | 2024-act. |

## Palmarés

### Títulos nacionales
| Título                        | Club      | País         | Año     |
| ----------------------------- | --------- | ------------ | ------- |
| Eredivisie                    | Feyenoord | Países Bajos | 2022-23 |
| Supercopa de los Países Bajos | Feyenoord | Países Bajos | 2024    |